# Безпалий Анатолій Олександрович
Анатолій Олександрович Безпа́лий (9 лютого 1936, Харків — 7 березня 2002, Бостон) — український художник монументально-декоративного розпису, проєктувальник і педагог; член Харківської організації Спілки радянських художників України з 1987 року.

## Біографія
Народився 9 лютого 1936 року в місті Харкові (нині Україна). Упродовж 1951—1957 років навчався в Харківському художньому училищі, був учнем Миколи Сліпченка, Євгена Трегуба, Льва Фітільова. У 1960—1967 роках продовжив навчання у Ленінградському вищому художньо-промисловому училищі імені Віри Мухіної (керівник дипломної роботи — Яків Лукін).
Протягом 1971—1978 років викладав у Харківському художньому училищі. Мешкав у Харкові в будинку на вулиці Єлізарова, № 6, квартира № 39. З 1996 року мешкав у Бостоні (США), де і помер 7 березня 2002 року.

## Творчість
Працював у галузі художнього оформлення. Здійснив оформлення понад 15 об'єктів:
- кафе «Полечко-поле» у Харкові (1973, у співавторстві з Валерієм Пальцевим);
- штори й завіса сцени в актовій залі навчального корпусу Харківського заводу імені Тараса Шевченка (1981);
- монументально-декоративне панно «Вібрації» в кафе «Харків» у Києві (1983);
- панно «Народження холоду» на фасаді Науково-дослідного інституту холодильних установок (1983);
- віконні штори у вестибюлі їдальні Науково-дослідного інституту «Радіопроект» у Харкові (1986—1987);

Брав участь у всесоюзних і республіканських виставках з 1981 року. Персональна виставка відбулася у Харкові у 1987 році.